# پیتر بارترام
پیتر بارترام (انگلیسی: Peter Bartram؛ زادهٔ ۴ مهٔ ۱۹۶۱) فرد نظامی اهل دانمارک است. وی همچنین برندهٔ جوایزی همچون نشان دنبرو شده‌است.